# Blepephaeus higaononi
Blepephaeus higaononi är en skalbaggsart som beskrevs av Antonio Vives 2009. Blepephaeus higaononi ingår i släktet Blepephaeus och familjen långhorningar.
Artens utbredningsområde är Filippinerna. Inga underarter finns listade.